# SV Deportivo Nacional
El Sport Vereniging Deportivo Nacional (Holandés:Sports Club), (conocido como Deportivo Nacional) o simplemente Nacional es un equipo de fútbol de Aruba que juega en la Primera División de Aruba, la liga de fútbol más importante del país.

## Historia
Fue fundado en el año 1970 en la localidad de Palm Beach, en Noord. Son conocidos como Bad Boys, por tener una afición relativamente violenta con su apoyo en los partidos, pero no al grado de los hooligans ingleses. Ha sido campeón de Primera División en 6 ocasiones y ha sido subcampeón de Copa en 2 ocasiones.
A nivel internacional ha participado en 3 torneos continentales, el primero de ellos fue el Campeonato de Clubes de la CFU 2007, donde fue eliminado en la Primera ronda por el San Juan Jabloteh de Trinidad y Tobago y el Centro Barber de Antillas Neerlandesas.

## Palmarés
- Primera División de Aruba: 6

2000, 2001, 2003, 2006-07, 2016-17, 2021
- Copa de Aruba: 1

2024
- - Finalista: 4

2006, 2008, 2023, 2025
- Copa ABC: 1

2019

## Participación en competiciones de la CONCACAF
- Campeonato de Clubes de la CFU: 1 aparición

2007 - Primera ronda
- CONCACAF Caribbean Club Shield: 2 aparición

2018 - Cuarto lugar
2022 - Primera ronda